# A1 (972)高速公路
14°37′09″N 61°00′02″W / 14.61929°N 61.00055°W
A1 (972)高速公路是馬提尼克的唯一一条高速公路，也是纳入法国高速公路网中唯一一条在法国本土以外的公路，全长7千米。该高速连接马丁尼克-亚米-凯萨国际机场，于1963年建成通车。